# The X Factor (album)
The X Factor je desáté studiové album heavy metalové kapely Iron Maiden. Je to první deska s novým zpěvákem Blazem Bayleyem a novým producentem skupiny Nigelem Greenem. Album je považováno za nejčernější v historii skupiny. Je především naplněno osobními tragédiemi baskytaristy Steva Harrise, který se v té době rozváděl a zároveň mu zemřel otec. 
Bruce Dickinson se vydal v roce 1993 na sólovou dráhu a dlouholetý producent skupiny Martin Birch odešel do důchodu.
Název alba vznikl na začátku jako pracovní název z důvodu Blazeovo zapojení, zvuk, nasazení, že nové album skutečně bude mít tu extra kvalitu, ten kousek kouzla, ten 'X Faktor'. Skupině to přišlo velmi výstižné, protože to bylo jejich desáté studiové album a "X" může vyvolat mnoho obrazů.
Album se umístilo v britském žebříčku na 8. místě a získalo certifikaci Silver prodaných alb (60 000 kopií). Nejlépe se ještě umístilo v žebříčkách ve Finsku, Švédsku, Itálii, Norsku, Belgii, Francii a Skotska. Na žebříčku Billboard 200 skončilo až na 147. místě, což je nejhorší umístění v žebříčku skupiny a obdrželo smíšené recenze, ale bylo hodnoceno lépe než budoucí album Virtual IX. 
Obal alba je maskot Eddie postupující lobotomii a vivisekován strojem, který byl vytvořen graficky na dálku i z blízka.

## Seznam skladeb
Pokud není uvedeno jinak, autorem všech skladeb je Steve Harris.
| Pořadí | Název                      | Autor                | Délka |
| ------ | -------------------------- | -------------------- | ----- |
| 1.     | Sign of the Cross          |                      | 11:16 |
| 2.     | Lord of the Flies          | Harris, Janick Gers  | 5:03  |
| 3.     | Man on the Edge            | Blaze Bayley, Gers   | 4:13  |
| 4.     | Fortunes of War            |                      | 7:23  |
| 5.     | Look for the Truth         | Bayley, Gers, Harris | 5:10  |
| 6.     | The Aftermath              | Harris, Bayley, Gers | 6:20  |
| 7.     | Judgement of Heaven        |                      | 5:12  |
| 8.     | Blood on the World's Hands |                      | 5:58  |
| 9.     | The Edge of Darkness       | Harris, Bayley, Gers | 6:39  |
| 10.    | 2 A.M.                     | Bayley, Gers, Harris | 5:37  |
| 11.    | The Unbeliever             | Harris, Gers         | 8:10  |

## Sestava
- Blaze Bayley - zpěv
- Dave Murray - kytara
- Janick Gers - kytara
- Steve Harris - baskytara, doprovodný zpěv
- Nicko McBrain - bicí

- Michael Kenney - klávesy